# Ilja Mihajlovič Frank
Ilja Mihajlovič Frank (rusko Илья́ Миха́йлович Франк), ruski fizik, * 23. oktober 1908, Sankt Peterburg, Ruski imperij (sedaj Rusija), † 22. junij 1990, Moskva, Sovjetska zveza (sedaj Rusija).
Frank je leta 1958 skupaj s Čerenkovom in Tammom prejel Nobelovo nagrado za fiziko »za odkritje in opis pojava Čerenkova.«